# Frederick Wollaston Hutton
Frederick Wollaston Hutton (Gate Burton, Lincolnshire in Groot-Brittannië, 16 november 1836  -  op zee in de buurt van Kaapstad, Zuid-Afrika, 27 oktober 1905) was een Britse legerofficier, geoloog en natuuronderzoeker in Nieuw-Zeeland die onmiddellijk het belang zag van Darwins evolutietheorie voor de biologie.

## Biografie
Hutton volgde onderwijs op diverse colleges, onder andere aan de Naval Academy, het opleidingsinstituut van de Royal Navy in Gosport aan het King's College London waar hij toegepaste wetenschappen studeerde. Daarna werd hij aangesteld als officier bij het regiment van de Royal Welch Fusiliers en vocht hij mee in de Krimoorlog en de Indiase opstand van 1857.
In 1860 keerde hij terug naar Engeland en ging geologie studeren aan de Koninklijke Militaire Academie Sandhurst. In datzelfde jaar werd hij lid van de Geological Society. In 1861 schreef hij een recensie over Darwins De oorsprong der soorten waarin hij zich een groot voorstander toonde van de evolutietheorie.
In 1863 trouwde hij met  Annie Gouger Montgomerie en in 1866 verliet hij de militaire dienst en reisde met vrouw en kinderen naar Nieuw-Zeeland. Nadat hij zich daar kort bezig had gehouden met het spinnen van vlas, wijdde hij zich weer snel aan de geologie. Hij kreeg een baan bij de geologische dienst van het land (Geological Survey of New Zealand). In 1874 werd hij de  Provincial Geologist van de regio Otago, docent aan de Universiteit van Otago en conservator van het museum van de universiteit. In 1880 werd hij hoogleraar biologie aan de Universiteit van Canterbury in Christchurch en later werd hij gekozen tot Fellow of the Royal Society. Daarna volgden nog belangrijke functies en onderscheidingen.
Hutton overleed tijdens een bootreis van Engeland terug naar Nieuw-Zeeland en kreeg een zeemansgraf ter hoogte van Kaapstad (Zuid-Afrika).

## Zijn werk en nalatenschap
Hutton heeft veel bijgedragen aan de kennis over de fauna van Nieuw-Zeeland en het doceren van de evolutietheorie. Hij heeft een groot aantal ongewervelde dieren ontdekt en beschreven waaronder vooral veel (zee)slakken en sprinkhanen. Verder beschreef hij twee nieuwe vogelsoorten (chathamral, Gallirallus modestus en zwartsnavelmeeuw, Chroicocephalus bulleri) en als eerbetoon is onder meer Huttons pijlstormvogel naar hem vernoemd.

## Publicaties
- 1873: Catalogue of the marine Mollusca of New Zealand, with diagnoses of the species
- 1881: Catalogues of the New Zealand Diptera, Orthoptera, Hymenoptera; with descriptions of the species
- 1887: Darwinism
- 1896: Theoretical Explanations of the Distribution of Southern Faunas
- 1899: Darwinism and Lamarckism: Old and New
- 1902: The Lesson of Evolution – 1st edition
- 1902: Nature in New Zealand (een populair-wetenschappelijk boek, samen met James Dummond)
- 1904: Index Faunae Nova-Zealandiae (een complete lijst van alle dieren waargenomen in Nieuw-Zeeland)
- 1904: The Animals of New Zealand (een populair-wetenschappelijk boek, samen met James Dummond)
- 1905: Revision of the Tertiary Brachiopoda of New Zealand. John Mackay, Government Printer, 1905.
- 1905: Met Frederick Wollaston en James Drummond. The Animals of New Zealand: An Account of the Colony's Air-breathing Vertebrates. Whitcombe and Tombs, 1905.
- 1905: The Formation of the Canterbury Plains. John Mackay, Government Printer, 1905.
- 1905: "Ancient Antarctica." Nature 72 (1905): 244-245.
- 1907: The Lesson of Evolution. Privé uitgave, 1907.

- CiNii: DA14245039
- Gemeinsame Normdatei: 1017123586
- International Standard Name Identifier: 0000 0000 8226 718X
- Library of Congress Control Number: n87142129
- Nationale bibliotheek van Australië: 36370083
- Nederlandse Thesaurus van Auteursnamen: 159342058
- Istituto Centrale per il Catalogo Unico: GEAV002317
- LIBRIS: 62294
- SNAC: w6zp4d71
- Système universitaire de documentation: 147909600
- Museum of New Zealand Te Papa Tongarewa: 2720
- Trove: 1251707
- Virtual International Authority File: 48278811
- WorldCat: E39PBJxWTHjk4qvVBmPpgpHt8C